# Полупроводниковый диод

Схема кремниевого диода, изображение на схемах.

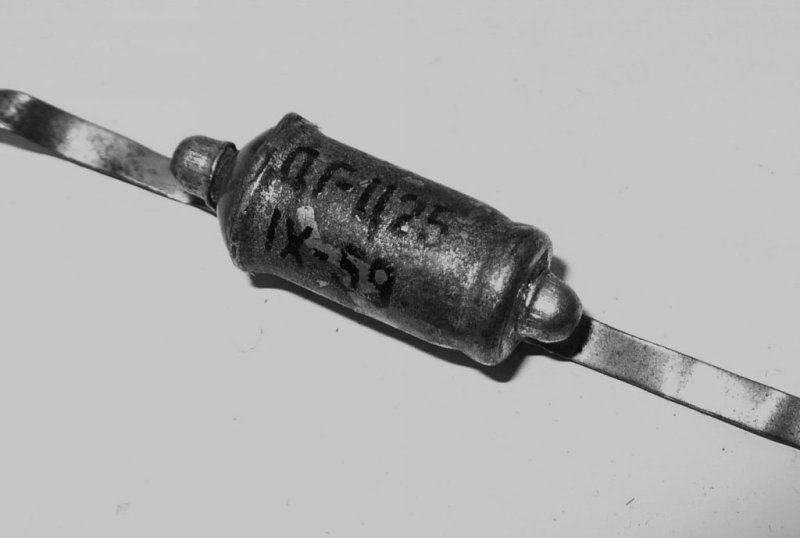
Диод ДГ-Ц25. 1959 г.

Полупроводнико́вый диод — полупроводниковый прибор, в широком смысле — электронный прибор, изготовленный из полупроводникового материала, имеющий два электрических вывода (электрода). В более узком смысле — полупроводниковый прибор, во внутренней структуре которого сформирован один p-n-переход.
В отличие от других типов диодов (например, вакуумных), принцип действия полупроводниковых диодов основывается на различных физических явлениях переноса зарядов в твердотельном полупроводнике и взаимодействии их с электромагнитным полем в полупроводнике.

## Основные характеристики и параметры диодов
- Вольт-амперная характеристика
- Максимально допустимое постоянное обратное напряжение
- URRM (Repeat Reverse Max[1]) — Максимально допустимое импульсное обратное напряжение — «повторяющееся импульсное обратное напряжение (В) — наибольшее мгновенное значение напряжения, которое допускается прикладывать к диоду в обратном направлении, включая все повторяющиеся напряжения. Делённое на 100 значение URRM является классом прибора. URRM является основным параметром предельно допустимого рабочего режима в непроводящем состоянии: пиковые значения обратного напряжения при эксплуатации диода в штатных рабочих режимах не должны превышать этой величины».[2]
- Максимально допустимый постоянный прямой ток
- Максимально допустимый импульсный прямой ток
- Номинальный постоянный прямой ток
- Прямое постоянное напряжение на диоде при номинальном токе[3] (т. н. «падение напряжения»)
- Постоянный обратный ток, указывается при максимально допустимом обратном напряжении
- Диапазон рабочих частот
- Ёмкость
- Пробивное напряжение (для защитных диодов и стабилитронов)
- Тепловое сопротивление корпуса при различных вариантах монтажа
- Максимально допустимая мощность рассеивания

## Классификация диодов

### Типы диодов по назначению
- Выпрямительные диоды предназначены для преобразования переменного тока в постоянный.
- Импульсные диоды имеют малую длительность переходных процессов, предназначены для применения в импульсных режимах работы.
- Детекторные диоды предназначены для детектирования сигнала
- Смесительные диоды предназначены для преобразования высокочастотных сигналов в сигнал промежуточной частоты.
- Переключательные диоды предназначены для применения в устройствах управления уровнем сверхвысокочастотной мощности.
- Параметрические
- Ограничительные диоды предназначены для защиты радио и бытовой аппаратуры от повышения сетевого напряжения.
- Умножительные
- Настроечные
- Генераторные

### Типы диодов по частотному диапазону
- Низкочастотные
- Высокочастотные
- СВЧ

### Типы диодов по размеру перехода
- Плоскостные
- Точечные
- Микросплавные

### Типы диодов по конструкции
- Диоды Шоттки
- СВЧ-диоды
- Стабилитроны
- Стабисторы
- Варикапы
- Светодиоды
- Фотодиоды
- Pin диод
- Лавинный диод
- Лавинно-пролётный диод
- Диод Ганна
- Туннельные диоды
- Обращённые диоды

### Устаревшие полупроводниковые диоды
- Селеновый выпрямитель (вентиль)[4]
- Медно-закисный выпрямитель (вентиль, купрокс)[4]